# Wilfried Bony
Wilfried Guemiand Bony (n. 10 decembrie 1988, Bingerville, Abidjan Autonomous District⁠(d), Coasta de Fildeș) este un  fotbalist ivorian care joacă pe postul de atacant pentru Swansea City și pentru echipa națională a Coastei de Fildeș.
După ce și-a început cariera sa la Issia Wazi, Osos a ajuns la Sparta Praga în 2007, ajutând echipa să câștige campionatul în sezonul 2009-10. În ianuarie 2011, el a semnat cu clubul olandez Vitesse, unde a fost golgheterul în Eredivisie în 2012-13, ceea ce a dus la o sumă de transfer de 12 de milioane de lire din partea echipei Swansea City. Bony a marcat 35 de goluri în 70 de meciuri pentru Lebede și în ianuarie 2015 a fost transferat de Manchester City pentru 28 de milioane de lire. Bony a revenit la Swansea la 31 august 2017.

## Legături externe
- Site web oficial
- Wilfried Bony la Soccerbase
- Wilfried Bony pe site-ul National-Football-Teams.com